# 港区立青山小学校
港区立青山小学校（みなとくりつ あおやま しょうがっこう）は、東京都港区南青山二丁目にある公立小学校である。

## 概要
港区立麻布小学校と同じ1875年（明治8年）に設立された伝統校である。その後の学区内児童数の増加に伴い、1906年（明治39年）には近隣に青南小学校（青山南小）が設立され、学区域が分割・一部変更された。公立中学校については港区立青山中学校が学校選択制前からの学区となる。
青山ザ・タワー、パークアクシス青山一丁目タワーから、青山北町アパートなどの都営団地や公団住宅までが、従来からの通学区域に包含される青山小学校の学区域は、以前ほどではないにしろ「青山」のなかでも多様な住民階層が混在して成り立っている街でもある。中学校以後の進学先も多様であり、公立中学に進む者、中学受験をして私立や国立都立の中学校に進学する児童もまた見られる。
校庭は芝生化（人工芝）されており、2010年（平成22年）4月にはこの校庭を拠点とするラグビー教室 「みなとラグビースクール」が、港区と日本ラグビー協会の提携により開校した。
2015年（平成27年）11月　港区立青山小学校は140周年のイベントが行われた。

## 沿革
- 1875年（明治8年）11月5日 - 第三中学区第十七番公立小学校青山小学校として開校。
- 1886年（明治19年）6月 - 東京市赤坂区青山南町三丁目22番に校舎を建設。
- 1891年（明治24年）3月 - 東京市赤坂区青山尋常高等小学校と改称。
- 1906年（明治39年）9月 - 青南小学校設立のため学区域を－部変更。
- 1927年（昭和2年）7月 - 鉄筋コンクリート造の校舎が落成。
- 1965年（昭和40年）4月 - 青葉幼稚園を併設（現在は閉園）。
- 1967年（昭和42年）7月 - プール落成式。
- 1982年（昭和57年）
  - 7月 - 新校舎落成。
  - 11月 - 落成式挙行。
- 1985年（昭和60年）4月 - 心身障害学級を開設、学級名「あすなろ」と命名。
- 2002年（平成14年）7月 - 学校ホームページ立ち上げ。
- 2007年（平成19年）8月 - 「ホタル育成水路」完成。
- 2009年（平成21年）
  - 10月 - 校庭改修全面芝生化完成。同月、ビオトープ設置。
  - 12月 - ICT教育を総務大臣他が取材。
- 2010年（平成22年）4月 - 平成22年度東京都スポーツ推進校に指定。

## 教育方針
教育目標
「よく考え すすんで学ぶ子」「やさしい心をもち なかよくする子」「健康でたくましい子」
小学校の児童数と教員数
| 年度     | 児童総数 | 1年生 | 2年生 | 3年生 | 4年生 | 5年生 | 6年生 | 教員数 | 職員数 |
| -------- | -------- | ----- | ----- | ----- | ----- | ----- | ----- | ------ | ------ |
| 平成23年 | 140人    | 22人  | 25人  | 23人  | 23人  | 19人  | 28人  | 15人   | 3人    |
| 平成24年 | 154人    | 36人  | 25人  | 26人  | 22人  | 24人  | 21人  | 16人   | 3人    |
| 平成25年 | 163人    | 32人  | 34人  | 27人  | 24人  | 22人  | 24人  | 17人   | 3人    |
| 平成26年 | 189人    | 45人  | 34人  | 33人  | 29人  | 27人  | 21人  | 16人   | 3人    |
| 平成27年 | 221人    | 43人  | 49人  | 36人  | 34人  | 31人  | 28人  | 19人   | 3人    |
| 平成28年 | 232人    | 44人  | 44人  | 48人  | 35人  | 31人  | 30人  | 20人   | 4人    |
| 平成29年 | 243人    | 48人  | 41人  | 43人  | 47人  | 33人  | 31人  | 21人   | 3人    |
| 平成30年 | 278人    | 62人  | 49人  | 43人  | 43人  | 47人  | 34人  | 22人   | 3人    |
| 令和元年 | 265人    | 28人  | 59人  | 45人  | 43人  | 44人  | 46人  | 21人   | 3人    |
| 令和2年  | 250人    | 34人  | 31人  | 56人  | 44人  | 43人  | 42人  | 20人   | 3人    |
| 令和3年  | 240人    | 37人  | 30人  | 29人  | 58人  | 41人  | 45人  | 22人   | 3人    |
| 令和4年  | 217人    | 27人  | 33人  | 34人  | 26人  | 55人  | 42人  | 20人   | 4人    |
| 令和5年  | 208人    | 28人  | 26人  | 37人  | 36人  | 25人  | 56人  | 18人   | 4人    |

## 通学区域
住所別通学区域（平成27年4月1日から適用）
| 南青山一丁目 | 南青山二丁目 | 南青山三丁目 | 南青山四丁目 | 北青山一丁目、二丁目 | 北青山三丁目 |
| ------------ | ------------ | ------------ | ------------ | -------------------- | ------------ |
| 1 - 12番     | 全域         | 1 - 4番      | 1 - 9番      | 全域                 | 1 - 4番      |

進学先中学校（平成27年4月1日から適用）
| 小学校学校名     | 中学校学校名     |
| ---------------- | ---------------- |
| 港区立青山小学校 | 港区立青山中学校 |

## 交通
鉄道
- 東京メトロ銀座線「外苑前駅」から徒歩約2分。
- 東京メトロ銀座線・東京メトロ半蔵門線・都営地下鉄大江戸線「青山一丁目駅」から、
  - 国道246号経由で、徒歩約8分。
  - 旅の図書館付近を通る港区道経由で、徒歩約7分。
- 東京メトロ千代田線「乃木坂駅」から徒歩約14分。

路線バス
- 都営バス「黒77」系統で、「南青山二丁目」バス停より、
  - 目黒駅前行のりばから、徒歩約5分。
  - 千駄ヶ谷駅前行のりばから、徒歩約6分。

## 関係者
出身者
- 東條英機（陸軍大将、内閣総理大臣、一時的に在籍）
- 土肥原賢二（陸軍大将、特務機関長）
- 高橋三吉（海軍大将）
- 岩元禄（建築家）
- 今井兼次（建築家）
- 松尾聰（国文学者）
- 富田隆（心理学者）
- 宮本文昭（オーボエ奏者）
- 薬師丸ひろ子（女優）
- 鶴見辰吾（俳優）
- 三上祐一（元俳優、鶴見辰吾の弟）
- 初沢亜利（写真家）
- 竹俣紅（フジテレビアナウンサー、元女流棋士）